# Loch Rimsdale
Loch Rimsdale är en sjö i Storbritannien.   Den ligger i kommunen Highland och riksdelen Skottland, i den norra delen av landet, 800 km norr om huvudstaden London. Loch Rimsdale ligger 121 meter över havet.  Trakten runt Loch Rimsdale består i huvudsak av gräsmarker.